# 阿什萊克 (明尼蘇達州)
阿什萊克（英語：Ash Lake）是位於美國明尼蘇達州聖路易斯縣西北聖路易斯的一個非建制地區。

## 地理
阿什萊克所處的海拔為高於海平面407米（即1335英呎），而該地所採用的時區為UTC-6，即北美中部時區（CST）。同時該地設有夏令時間，為UTC-6調快一小時，即UTC-5（CDT）。